# Pavel Vidanov
Pavel Vidanov (in bulgaro Павел Виданов?; Sofia, 1º agosto 1988) è un ex calciatore bulgaro, di ruolo difensore.

## Carriera

### Club
Proveniente dalle giovanili del CSKA Sofia, debutta con la squadra della sua città nel 2007, per poi essere mandato in prestito per sei mesi al Vihren Sandanski. Dopo essere tornato dal prestito vince con il CSKA Sofia la Supercoppa di Bulgaria.
Dall'estate 2011 alla primavera 2014 gioca con il Zagłębie Lubin club del massimo campionato polacco.
Il 26 ottobre 2014, dopo un periodo di prova, diventa ufficialmente un giocatore del Trapani Calcio, formazione militante nel campionato italiano di Serie B. Il suo debutto avviene l'8 novembre nella partita persa per 4-1 contro il Frosinone, in cui parte titolare ma al 35º minuto viene sostituito da Francesco Lo Bue dopo un duro scontro aereo con Gaetano Masucci dei ciociari, per cui in seguito gli hanno messo 6 punti di sutura. Il 12 dicembre realizza il suo primo gol in maglia granata, in casa contro il Perugia (2-2).
Al termine della stagione (in cui ha disputato solamente 4 partite) risolve consensualmente il proprio contratto con la società siciliana.
Terminata l'esperienza a Trapani si trasferisce in Polonia al Górnik Zabrze, dove gioca solo 13 partite in un anno per poi lasciare il club a fine stagione.
Per la stagione 2017-2018 gioca in patria con la maglia del Beroe dove ha totalizzato in una stagione 23 presenze.
A fine stagione lascia il club e si accasa allo Slavia Sofia.

### Nazionale
Vidanov prende parte dal 2007 al 2009 all'Under-21 bulgara, per poi essere convocato nella nazionale maggiore. Fino ad ora ha disputato 5 partite con la nazionale maggiore, l'ultima nel 2014.

## Statistiche

### Cronologia presenze e reti in Nazionale
| Cronologia completa delle presenze e delle reti in nazionale ― Bulgaria | Cronologia completa delle presenze e delle reti in nazionale ― Bulgaria | Cronologia completa delle presenze e delle reti in nazionale ― Bulgaria | Cronologia completa delle presenze e delle reti in nazionale ― Bulgaria | Cronologia completa delle presenze e delle reti in nazionale ― Bulgaria | Cronologia completa delle presenze e delle reti in nazionale ― Bulgaria | Cronologia completa delle presenze e delle reti in nazionale ― Bulgaria | Cronologia completa delle presenze e delle reti in nazionale ― Bulgaria |
| Data                                                                    | Città                                                                   | In casa                                                                 | Risultato                                                               | Ospiti                                                                  | Competizione                                                            | Reti                                                                    | Note                                                                    |
| ----------------------------------------------------------------------- | ----------------------------------------------------------------------- | ----------------------------------------------------------------------- | ----------------------------------------------------------------------- | ----------------------------------------------------------------------- | ----------------------------------------------------------------------- | ----------------------------------------------------------------------- | ----------------------------------------------------------------------- |
| 12-8-2009                                                               | Sofia                                                                   | Bulgaria                                                                | 1 – 0                                                                   | Lettonia                                                                | Amichevole                                                              | -                                                                       | 73’                                                                     |
| 24-5-2010                                                               | Johannesburg                                                            | Sudafrica                                                               | 1 – 1                                                                   | Bulgaria                                                                | Amichevole                                                              | -                                                                       | 88’                                                                     |
| 8-10-2010                                                               | Cardiff                                                                 | Galles                                                                  | 0 – 1                                                                   | Bulgaria                                                                | Qual. Euro 2012                                                         | -                                                                       | 37’                                                                     |
| 12-10-2010                                                              | Istanbul                                                                | Bulgaria                                                                | 2 – 0                                                                   | Arabia Saudita                                                          | Amichevole                                                              | -                                                                       | 90+2’                                                                   |
| 5-3-2014                                                                | Sofia                                                                   | Bulgaria                                                                | 2 – 1                                                                   | Bielorussia                                                             | Amichevole                                                              | -                                                                       | 64’                                                                     |
| Totale                                                                  |                                                                         | Presenze                                                                | 5                                                                       |                                                                         | Reti                                                                    | 0                                                                       |                                                                         |

## Palmarès

### Club

#### Competizioni nazionali
- Coppa di Bulgaria: 1

CSKA Sofia: 2010-2011
- Supercoppa di Bulgaria: 2

CSKA Sofia: 2008, 2011